# 黄志贤 (政治人物)
黄志贤（1956年7月—），汉族，中华人民共和国政治人物。北京市职工大学工业经济系会计专业毕业，中共中央党校本科学历，亚洲（澳门）国际公开大学工商管理硕士，高级会计师。1985年6月加入中国共产党，2004年9月加入台湾民主自治同盟；是中共第十九届中央候补委员。曾任第十一届、十二届全国政协常委、副秘书长、中华全国台湾同胞联谊会会长，台盟中央常务副主席。现任第十三届全国人大常委会委员，中国侨联副主席。

## 家庭背景
黄志贤的父亲，祖籍广东，在台湾光复后，赴台工作；母亲是台南人；两人曾在台湾糖业公司工作。婚后，回大陆探亲期间，因第二次国共内战无法返台。黄志贤出生在中国大陆。

## 经历
在中共中央发出关于知识青年上山下乡号召的时代背景下，黄志贤于1975年4月在北京市平谷县峪口公社南营大队插队落户，曾任大队团支部书记、知青队。1976年12月，进入北京市面粉二厂，任会计员；期间，曾在北京市职工大学进修，获大学专科学历。此后，黄志贤一直在北京市粮食系统工作；历任市粮食工业公司财务科副科长，市粮食局财会处副处长，燕谷粮油购销公司总经理、党支部书记，市粮食局处长、局长助理、党委常委、纪委书记，并获得中共中央党校经济管理系本科学历、高级会计师职称。1999年6月，出任北京粮食集团公司董事、党委常委、副总经理、总会计师。1999年4月至2001年6月间，黄志贤还在亚洲（澳门）国际公开大学工商管理硕士研究生班学习，获工商管理硕士学位。
2003年9月，黄志贤调台盟中央工作，先后担任台盟中央办公厅副主任、主任；2007年12月，首次当选台盟中央副主席，并在翌年3月召开政协第十一届全国委员会第一次会议上，当选全国政协常务委员会委员、并兼任全国政协副秘书长；2013年，连任第十二届全国政协常委、副秘书长；2015年10月，任台盟中央常务副主席（正部长级）。2017年8月任全国台联党组书记、全国政协副秘书长、台盟中央常务副主席；同年10月，中国共产党第十九次全国代表大会上当选中国共产党第十九届中央委员会候补委员。2017年12月，当选中华全国台湾同胞联谊会会长；2018年8月，当选任第十届中国侨联副主席。2022年5月30日，任台湾省出席第十四届全国人民代表大会代表协商选举会议召集人。2022年12月，不再担任全国台联会长和台湾省出席第十四届全国人民代表大会代表协商选举会议召集人。